# Rezervația botanică Liskî
Liskî  (în ucraineană Ліски) este o rezervație botanică de importanță locală din raionul Ismail, regiunea Odesa (Ucraina), situată lângă orașul Vâlcov (parcela 7 a silviculturii „Vâlcov” din silvicultura de stat „Ismail”).
Suprafața ariei protejate este de 107 de hectare. A fost creată în anul 1978 prin decizia comitetului executiv regional, pentru a proteja plantațiile forestiere de protecție a solului pe nisipurile mobile, unde cresc speciile de plante enumerate în Cartea Roșie a Ucrainei, precum și pădurile de cătină. Acum rezervația este subordonată administrativ Rezervației Biosferei Dunării⁠(uk)[traduceți]. Printre arbori, predomină speciile de pin de Crimeea, plop, cătina, nu există pajiști.